# ویراب آزاریان
ویراب آزاریان (ارمنی: Վիրաբ Ազարյան؛ زادهٔ ۱۸۸۹ - درگذشته تاریخ نامعلوم) یک فدایی اهل ارمنستان بود.

## زندگی‌نامه
در ۱۸۸۹ در زیلیک به دنیا آمد  وی در تاریخ نامعلوم احتمالاً در فرانسه درگذشت .